# Chennasamudram
Chennasamudram è una suddivisione dell'India, classificata come town panchayat, di 7.353 abitanti, situata nel distretto di Erode, nello stato federato del Tamil Nadu. In base al numero di abitanti la città rientra nella classe V (da 5.000 a 9.999 persone).

## Geografia fisica
La città è situata a 11° 04' 36 N e 77° 54' 07 E.

## Società

### Evoluzione demografica
Al censimento del 2001 la popolazione di Chennasamudram assommava a 7.353 persone, delle quali 3.690 maschi e 3.663 femmine. I bambini di età inferiore o uguale ai sei anni assommavano a 585, dei quali 299 maschi e 286 femmine. Infine, coloro che erano in grado di saper almeno leggere e scrivere erano 4.716, dei quali 2.773 maschi e 1.943 femmine.